# Salwa Nakkara
Pour les articles homonymes, voir Salwa.
Salwa Nakkara (en hébreu :  סלווה נקארה ; en arabe  سلوى نقارة  ; autres orthographes : Salwa Naqqara, Salwa Nakara, Salwa Nakkara-Haddad, Salvia Nakkara) est une actrice de cinéma et de théâtre arabe israélienne, née le 2 mars 1959  à Haïfa, où elle vit. Sa tante Hannah Nakkara est avocate. Salwa Nakkara est diplômée de l’école des arts de la scène Beit Zvi à Ramat Gan, où elle a étudié de 1977 à 1980.

## Filmographie
Cinéma
- 2010 : Miral de Julian Schnabel : La mère de Nadia
- 2009 : Pink Subaru de Kazuya Ogawa[2],[3] : Im Subaru (avec Lana Zreik, Ruba Blal, Akram Tillawi et Loai Nofi)
- 2006 : Empathy d’Adi Refaeli (moyen métrage) : Mère arabe (comme Salwa Nakara)
- 2002 : Les Fiancés de Haïfa (Hatzotzra Ba-Vadi : La trompette dans l'Oued)[4],[5] : La mère de Huda et Mery (comme Salwa Nakkara-Haddad)
- 2002 : Intervention divine d’Elia Suleiman : Adia (comme Salvia Nakkara)
- 1998 : V'Achsav Ma? de David Noy (moyen métrage, comme Salwa Nakara)
- 1994 : Couvre-feu (film, 1994) de Rashid Masharawi (comme Salwa Nagara Haddad)
- 1986 : Nadia d’Amnon Rubinstein : Nag'la (comme Salwa Haddad)
- 1985 : Gesher Tzar Me'od de Nissim Dayan (comme Salwa Haddad)

Télévision
- 2007-2012 : Arab Labor, écrit par Sayed Kashua : La mère d’Amjad

## Théâtre
Salwa Nakkara est une des actrices principales du théâtre Al-Midan de Haïfa et joue aussi au Haifa Theatre.